# Seku Amadu
Seku Amadu (Fula: Seeku Aamadu; en árabe شيخ أحمدو بن محمّدو لبّو translit = Shaykh Aḥmadu bin Muḥammadu Lobbo; en francés: Cheikhou Amadou o Sékou Amadou. Nacido como Amadou Hâmmadi Boubou del clan Bari, (c. 1776 -; 20 de abril de 1845). Pertenecía a la etnia funali.  Fue el fundador del Imperio Fula de Masina (Diina of Hamdullahi) (1818-1862), un estado teocrático muy puritano ubicado en la zona del Delta interior del río Níger ahora denominada la Región de Mopti de Malí, basado en la estricta observancia de la Sharia interpretada desde el malikismo donde se prohibió el alcohol, el tabaco y la música. Gobernó como Almamy de 1818 hasta su muerte en 1845, también asumió el título Sise al-Masini. 

## Biografía
Su nombre era Amadou Hâmmadi Boubou. Nació en Molangol, un pueblo cerca de Mopti. Fue educado por el hijo menor de su padre Hamman Lobbo. Tras asistir a la escuela coránica en Djenné se enfrentó a los ulemas. Fue expulsado y creó una cofradía religiosa y militar con la que avanzó rápidamente y venció primero a los jefes peul de la región (1916-1817) y posteriormente en Noukouma donde se enfrentó al ejército bambara de Ségou y libró la primera gran batalla (1817-1818). Tras la victoria envió a sus emisarios la petición al erudito islámico Usman dan Fodio Califa de Sokoto (en la actual Nigeria) de que promulgara una fatwa justificando la guerra santa (yihad) contra los "paganos" bambara que eran animistas. 
Recibió entonces del califa el título de Sheick (guía espiritual) y de comendador de los creyentes adoptando el nombre de Sekú Amadu.
En 1819 conquistó  Djenné donde hizo derribar la Gran Mezquita construida por el rey Koi Koumboro cuando en 1280 se convirtió al islam, argumentando que su exuberancia ofendía al islam e hizo construir una nueva mezquita sin los elementos animistas de la primera.
Fundó un imperio teocrático, el Imperio peul del Macina denominado Diina y estableció la capital en Hamdallahi, una contracción de "Al Hamdu lillahi" (gloria a Dios), situada cerca de Mopti, en la ladera del río Bani. En 1826 llegó hasta Tombuctú. Murió en 1844 o 1845
Murió de muerte natural en 1844 o 1854. Su hijo Amadu Sékou (1844-45) y su nieto Amadu Amadu (1851-52) le sucedieron. 

## Pensamiento político
Con una práctica muy puritana del islam se esfuerza en propagar esta religión entre los animistas. Organiza el Macina militar y administrativamente.

### Estructura social
Estabeció una estructura rígida de la sociedad.
- A la cabeza del Reino se sitúa un soberano con poder teocrático asistido por un consejo que se apoya en la sharia.
- Se forma una aristocracia guerrera negra-peul fundada por numerosos matrimonios entre peul y cautivas negras. El guerrero profesional se especializaba en la razia de esclavas a diferencia de los antiguos pastores que solo lo hacían de manera profesional.
- Se codificó el sistema de castas.
- La esclavitud hasta el momento prácticamente desconocida entre los peul se desarrolló bajo el efecto de las guerras de razia emprendidas contra poblaciones que rechazaban el islam. Reinaba la ley islámica y quien no se somete puede ser convertido en esclavo.[2]

### Estructura administrativa
Organizó también la economía del Delta asegurando la articulación de diversas producciones, ganadería, pesca asumidas por etnias diferentes. Vigila la actividad de los comerciantes, el comercio y controla pesos y medidas. Sendentariza los peul nómadas estableciendo que cada familia se estableza en un pueblo (Ouro) situado en el borde la zona de inundación del río (Bourgou). La trashumancia y el pastoreo de cada grupo se organizan y los desplazamientos siguen un calendario estricto.